# Irun (stacja kolejowa)
Irun (hiszp: Estación de Irun) – stacja kolejowa w Irun, w prowincji Gipuzkoa, we wspólnocie autonomicznej Kraj Basków, w Hiszpanii. Stacja znajduje się na linii Bordeaux – Irun, Bilbao – Hendaye i Irun – Madryt. Stacja jest obsługiwana przez TGV (pociągi dużych prędkości) oraz Corail Lunéa (pociągi nocne) obsługiwane przez SNCF i Alvia (pociągi dużych prędkości), Talgo, Arco, Estrella i EuskoTren obsługiwane przez Renfe.
Jest to stacja graniczna, gdzie wszystkie pociągi się zatrzymują. Następuje tutaj zmiana szerokości toru z 1668 mm szerokości Iberyjskiej do standardowej szerokości toru 1435 mm. Zmiana zasilania elektrycznego również ma tu miejsce od 3000V DC (Hiszpania) do 1500 V DC (Francja). Pomiędzy stacjami Hendaye i Irun równolegle biegną oba tory o różnej skrajni.

## Historia
Stację otwarto w 1863 roku, wraz z ukończeniem przez Compañía de los Caminos de Hierro del Norte de España odcinka San Sebastián – Irun, będącego ostatnim fragmentem linii kolejowej Madryt – Irun. W 1864 roku wybudowano most na rzece Bidasoa, łączący Irun z leżącym po francuskiej stronie Hendaye.